# Ford Taunus G93A

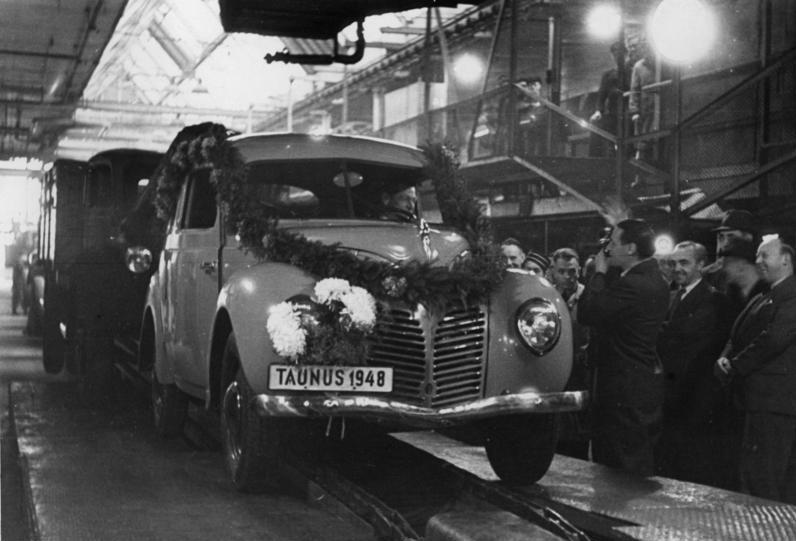
Der erste Kölner Ford Taunus G73A (November 1948)

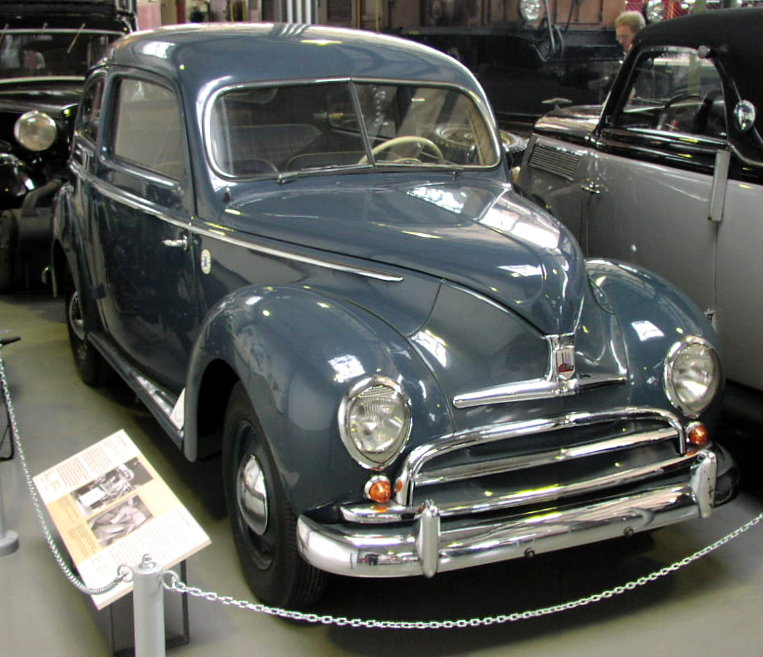
Ford Taunus G73A Spezial (1950)

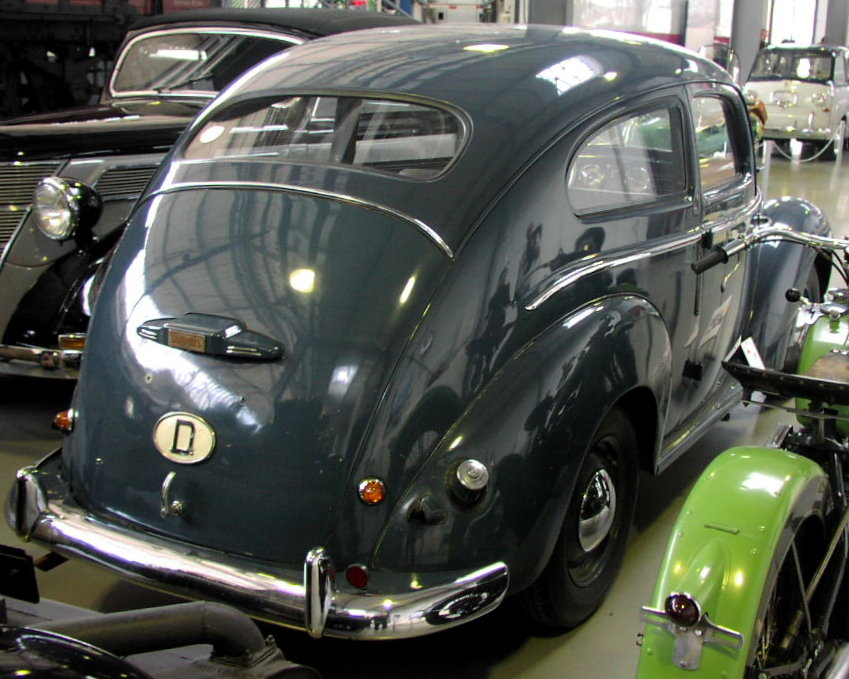
Ford Taunus G73A Spezial (1950)

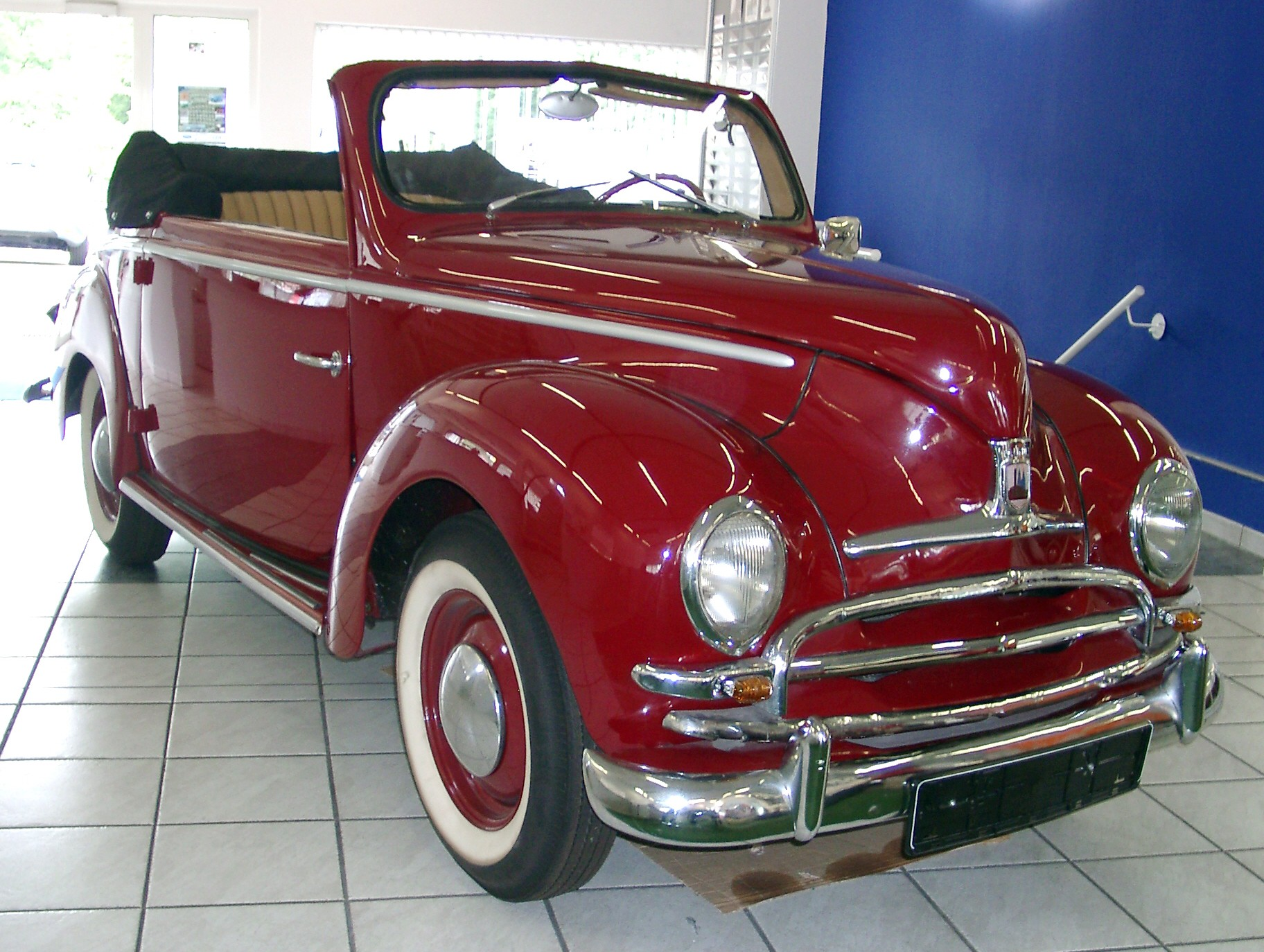
Ford Taunus G73A deLuxe Cabriolet (1951)

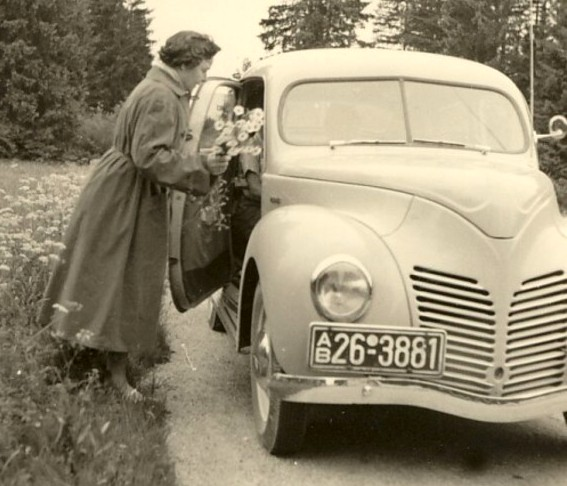
Ford Taunus G73A Standard (1952)

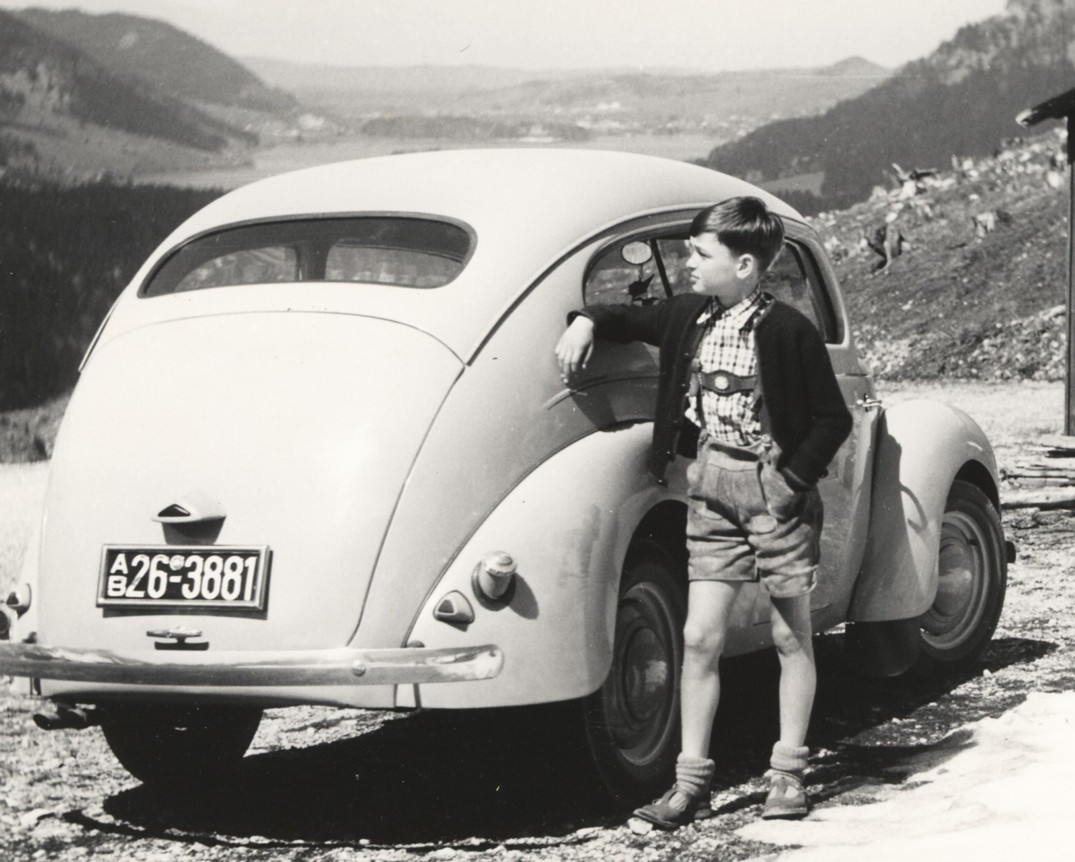
Ford Taunus G73A Standard (1952)

Der Ford Taunus G93A war ein Pkw der unteren Mittelklasse, den die Ford-Werke Köln von 1939 bis 1942 als Nachfolger des Modells Eifel herstellten. 1948 wurde das Modell als Ford Taunus mit der internen Bezeichnung G73A wieder aufgelegt und bis 1952 gebaut. Die Form seiner Karosserie mit Buckelheck, die ihn von allen anderen Taunus-Modellen unterscheidet, brachte ihm den bis heute gebräuchlichen Spitznamen „Buckeltaunus“ ein. Der Name Taunus wurde von Ford für andere Modelle bis 1985 verwendet, zuletzt in Argentinien.

## Ford Taunus G93A (1939–1942)
1938 begann Ford Köln mit der Konstruktion eines Wagens der unteren Mittelklasse, der zwischen dem Ford Eifel und dem Ford V8 eingeordnet werden sollte. Man wählte eine Bauart, bei der die Karosserie mit dem Chassis verschweißt ist. Stilistisch lehnte sich das neue Fahrzeug an den amerikanischen Lincoln-Zephyr an. Wie der Eifel hatte auch der Taunus Starrachsen mit Querblattfedern vorn und hinten, aber bereits hydraulisch betätigte Bremsen. Eigentlich sollte der Taunus einen 45 PS (33 kW) leistenden 1,5-l-Motor bekommen, der auf dem seitengesteuerten 1,2-l-Motor des Eifel basierte. Die Typenbeschränkungen des Schell-Plans, die im März 1939 im Vorgriff auf den Krieg eingeführt wurden, erlaubten den deutschen Ford-Werken aber nur einen Pkw zwischen 1,2 und 2,0 Liter Hubraum. So blieb es letztlich bei dem vom Eifel bekannten Motor mit 1172 cm³ Hubraum und 34 PS (25 kW), der mit einem Dreiganggetriebe mit Mittelschaltung kombiniert wurde; der Taunus kam im Mai 1939 als Nachfolger des Eifel auf den Markt.
Der Taunus wurde ausschließlich als zweitürige Limousine mit hinten angeschlagenen Türen hergestellt. Die Karosserien lieferte Ambi-Budd im Osten Berlins (Johannisthal). Von dem geplanten Cabriolet gab es nur einen Prototyp. Bis zur kriegsbedingten Fertigungseinstellung im Februar 1942 liefen 7092 Wagen vom Band.

## Ford Taunus G73A (1948–1952)
Nach dem Zweiten Weltkrieg war im Werk Köln-Niehl zunächst nur die Fertigung von Lastwagen möglich. Schon ab 1946 hatte man die Konstruktion des Vorkriegs-Taunus im Detail verbessert. Im Mai 1948 wurde der neue Typ als Taunus G73A in Hannover auf der Exportmesse 1948 vorgestellt. Die Karosseriewerkzeuge, die sich bei Ambi-Budd in Ostberlin befanden, konnten nach langen Verhandlungen mit der Sowjetischen Militäradministration ausgelöst werden. Aus Platzmangel ließ Ford ab September 1948 die ersten Taunus-Karosserien als Lohnarbeit im Volkswagenwerk Wolfsburg und bei Karmann in Osnabrück fertigen. Im November 1948 wurde die gesamte Fertigung nach Köln verlagert. Weiterhin gab es nur eine zweitürige Limousine mit hinten angeschlagenen Türen in „Nachtschattengrau“.
Andere Aufbauformen entstanden ab 1949 bei den bekannten Karosserieherstellern wie Karmann in Osnabrück, Drauz in Heilbronn oder Deutsch und Plasswilm in Köln. Ford lieferte die Fahrgestelle mit dem vorderen Aufbau bis zu den A-Säulen. Die Karrossiers machten daraus zwei- und viersitzige Cabriolets mit zwei Türen, viertürige Cabriolets (für die Polizei), dreitürige Kombis und sogar viertürige Taxis und Krankenwagen.
Ab Juli 1949 gab es neben dem Taunus Standard den besser ausgestatteten Taunus Spezial, äußerlich erkennbar an einem Kühlergrill mit weniger Streben und zusätzlichem Chromschmuck. Ab Mai 1950 wurde dieser mit einem Vierganggetriebe mit Lenkradschaltung, einem breiten, verchromten Kühlergrill, Stoßfängern mit Hörnern, einem größeren Rückfenster und Blinker statt Winkern angeboten. Ab Januar 1951 wurde zusätzlich der Taunus de Luxe gebaut, mit durchgehender Windschutzscheibe und vielen Extras, ebenfalls mit Lenkradschaltung und mit Uhr.
Von November 1948 bis Januar 1952 wurden insgesamt 76.590 Ford Taunus gebaut, darunter 13.762 Kasten- und Kombiwagen und einige Hundert Cabriolets.

## Produktionszahlen
| Jahr | 1938 | 1939  | 1940  | 1941 | 1942 |  | 1948 | 1949   | 1950   | 1951   | 1952 | SUMME  |
| ---- | ---- | ----- | ----- | ---- | ---- |  | ---- | ------ | ------ | ------ | ---- | ------ |
|      | 1    | 4.008 | 2.942 | 108  | 41   |  | 182  | 11.109 | 24.443 | 27.059 | 35   | 69.928 |

Die o. g. Produktionszahlen enthalten nur die Limousinen ohne Sonderaufbauten.

## Technik des G73A
Mit einer Bohrung von 63,5 mm und einem Hub von 92,5 mm ist der 135 kg schwere Motor langhubig ausgelegt und hat ein Verdichtungsverhältnis von 6,6 : 1. Die gegossene Kurbelwelle (⌀ 45 mm) ist dreifach gelagert. Motorblock und Zylinderkopf sind aus Grauguss, die Ölwanne ist aus einer Aluminiumlegierung (Silumin) gegossen. 
Der Motor hat stehende Ventile. Die Nockenwelle wird direkt über ein Paar Stirnräder (auf der Nockenwelle aus Novotex) angetrieben und treibt über Schraubenräder auch die senkrecht stehende Verteilerwelle an. Das Ventilspiel kann nur durch Abschleifen der Ventilschaftenden verstellt (vergrößert) werden.
Ein Keilriemen treibt die 6-Volt-Gleichstromlichtmaschine und den zweiflügligen Kühlerventilator an. Eine Wasserpumpe gibt es nicht (Thermosiphonkühlung).
Die angegebene Höchstleistung von 25 kW (34 PS) bei 4250/min reichte für eine Spitzengeschwindigkeit von 97,5 km/h, als Dauerleistung wurden 22 kW (30 PS) bei 3250/min angegeben. Das maximale Drehmoment von 72 Nm liegt bei 2300/min an. Die Lebensdauer des Motors bis zur ersten Überholung betrug etwa 80.000 km.
Das Getriebe hat drei Gänge. Nur der zweite und dritte Gang sind synchronisiert. Die Kardanwelle läuft in einem Rohr und hat nur ein Kreuzgelenk hinter dem Getriebe.
Die beiden Achsen sind starre Deichselachsen. Die Vorderachse ist geschoben und wird von einem „Stabilisator“ genannten Panhardstab seitlich geführt. Der G93A war das letzte deutsche Auto mit starrer Vorderachse. Es gibt vorne doppelt und hinten einfach wirkende hydraulische Stoßdämpfer. Eine Besonderheit sind die Wälzlager der Hinterräder, in denen die Rollen direkt auf dem Achskörper laufen. Die Lebensdauer der Achse ist dadurch stark verkürzt.
Alle Räder haben hydraulisch betätigte Simplex-Trommelbremsen. Es gibt nur einen Bremskreis. Die Handbremse wirkt über Seilzüge auf die Hinterräder.
Alle 1500 km musste das Öl gewechselt werden, alle 4500 km war eine Inspektion fällig.

## Technische Daten
|                                | Ford Taunus G73A                               |
| Motorkenndaten                 |                                                |
| Motortyp                       | 4-Zylinder-Reihenmotor                         |
| Ventilsteuerung                | seitliche Nockenwelle, Stirnräder              |
| Gemischaufbereitung            | 1 Fallstromvergaser Solex 26 VFJ               |
| Kühlung                        | Wasserkühlung (7,7 l)                          |
| Bohrung × Hub                  | 63,5 mm × 92,5 mm                              |
| Hubraum                        | 1172 cm³                                       |
| Verdichtungsverhältnis         | 6,6 : 1                                        |
| max. Leistung bei min−1        | 25 kW (34 PS) bei 4250                         |
| max. Drehmoment bei min−1      | 71 Nm bei 2300                                 |
| Kraftübertragung               |                                                |
| Antrieb                        | Hinterradantrieb                               |
| Getriebe                       | 3-Gang-Schaltgetriebe                          |
| Übersetzungen                  | I. 3,071 (ab 1949 3,410) II. 1,765, III. 1,000 |
| Messwerte                      |                                                |
| Höchstgeschwindigkeit          | 95–105 km/h                                    |
| Beschleunigung, 0–100 km/h     | 44 s                                           |
| Kraftstoffverbrauch auf 100 km | 9,0–9,5 l                                      |